# 王輔 (弘治進士)
王輔（15世紀—16世紀），字良佐，直隶永平府滦州人，民籍。明朝政治人物。

## 生平
王輔是弘治十一年（1498年）戊午科舉人，联捷十二年（1499年）己未科三甲189名進士。授行人司行人，两次出使藩府。擢升南京监察御史，迁河南副使。正德五年（1510年）正月因鄧炳案被降职调外任，謫山西阳城县知县，迁户部主事，历员外、郎中，复升河南副使，以疾乞归，乡人称为长者，祀乡贤。